# Хангар (вулкан)
Хангар (1967 м) — активный вулкан в центральной части полуострова Камчатка. Это самый южный вулкан Срединного хребта Последние извержения произошли около 1000 и 400 лет назад.. Кальдера шириной 2 км сейчас заполнена озером.
Крупнейшее субкальдерное извержение произошло около 5700 лет до н. э. и привело к формированию вершинного кратера на вулкане Хангар. Объём пирокластики извержения сопоставим с объёмом продуктов кальдерообразующих извержений и составляет 14—16 км³.
Вулкан Хангар (сопка Хангар, Khangar Volcano) расположен в южной части Срединного хребта и относится к Срединному вулканическому поясу. Ранее считался потухшим, ныне считается потенциально активным и поэтому потенциально опасным. Последнее его извержение произошло около 400 лет назад. Кратер-кальдера вулкана размерами 2,1×2,8 км заполнен водой и образует озеро глубиной 150 м с тремя небольшими островами.
Хангар также интересен своей заросшей лесом кальдерой. На её склонах находятся экструзивные выходы красивейших обсидианов (вулканическое стекло), имеющих красную окраску с пятнистыми, полосчатыми и другими узорами. Они могут широко использоваться как поделочный и облицовочный материал.